# Ramon de Poitiers

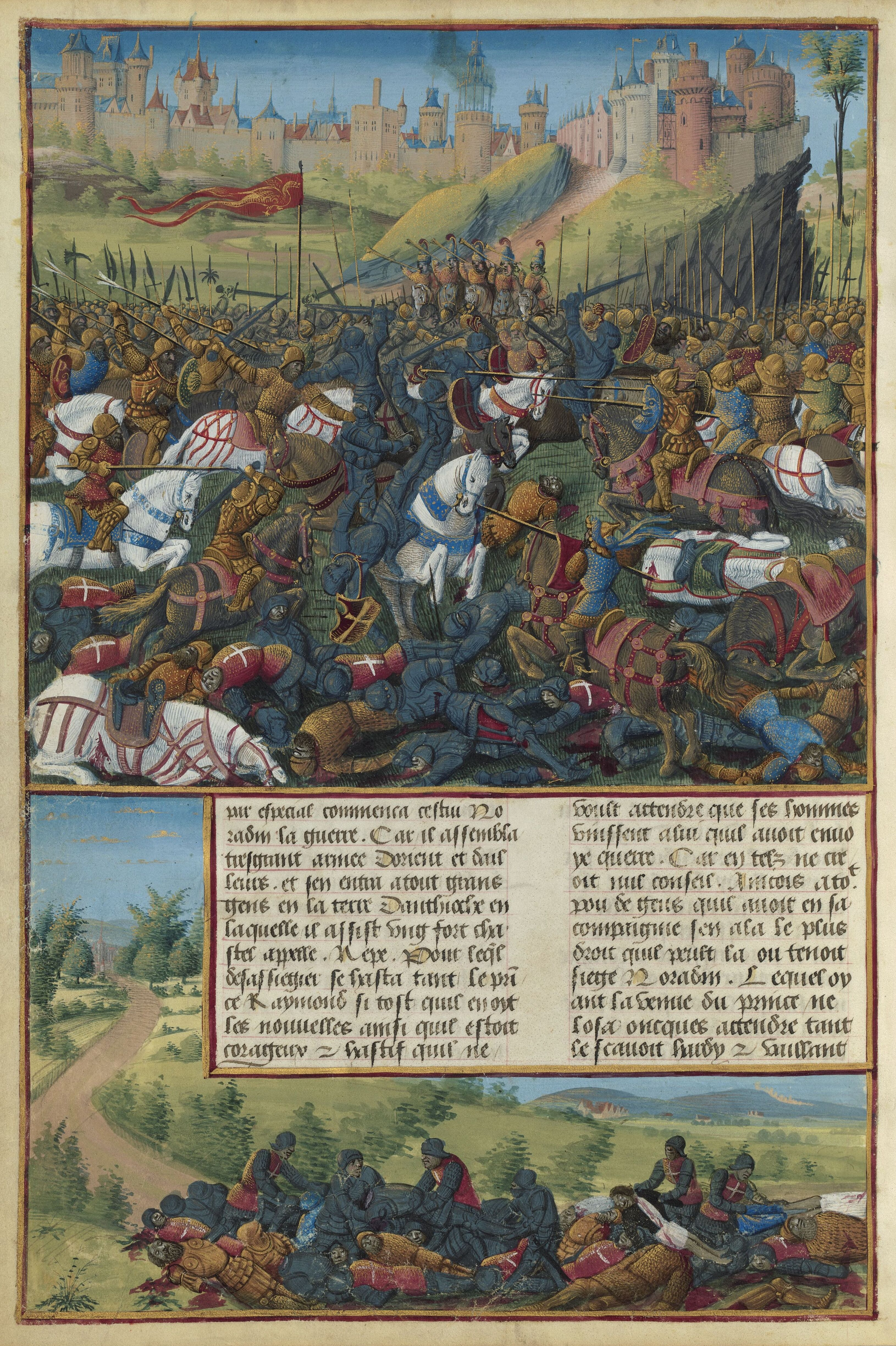
Ramon fou derrotat i mort en la batalla d'Inab.

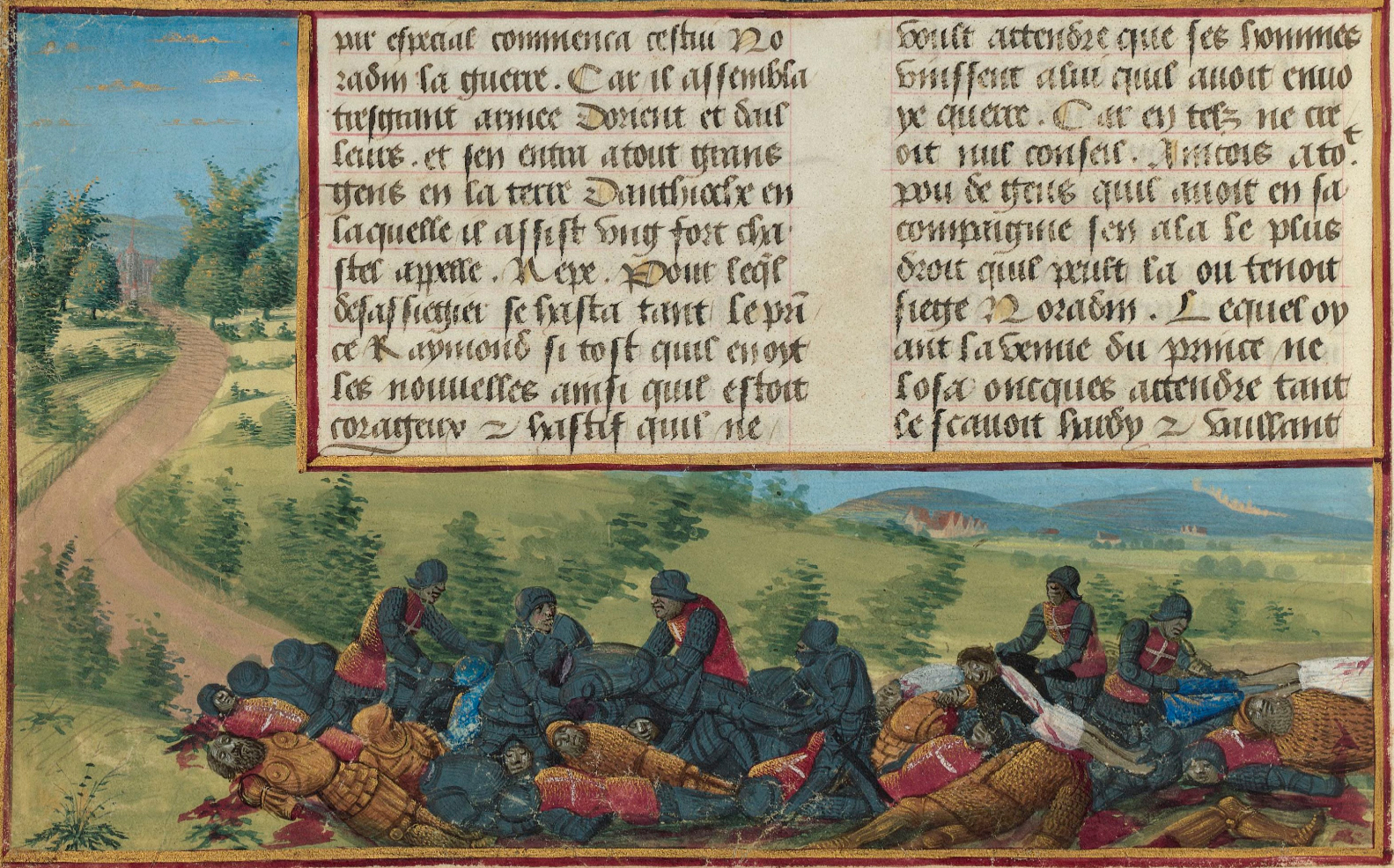
Recuperació del cos de Ramon després de la batalla d'Inab.

Ramon de Poitiers, conegut com a Ramon d'Antioquia (Poitiers, 1099 o 1115 - Antioquia, 29 de juny de 1149) va ser un aristòcrata medieval francès membre de la casa de Poitiers —fill menor de Guillem IX, duc d'Aquitània i la seva esposa Felipa, comtessa de Tolosa—, que pel seu matrimoni amb Constança d'Antioquia va arribar a ser príncep d'Antioquia (a l'Àsia Menor) de 1136 a 1149.

## Assumint el control
Després de les regències del principat d'Antioquia per part de Balduí II de Jerusalem (1130-1131) i de Folc de Jerusalem (1131-1136), el 1136, Ramon de Poitiers (de 31 anys) va assumir aquesta regència en casar-se amb l'hereva de Bohemon II d'Antioquia, Constança, una nena de 10 anys. El matrimoni va ser beneït pel Patriarca d'Antioquia, però no va agradar a Alícia d'Antioquia, mare de la nena, ja que creia que Ramon estava destinat a ser el seu propi espòs i no el de la filla.
Els primers anys del mandat de Ramon i Constança van ser de continus conflictes amb l'emperador romà d'Orient Joan II Comnè, qui va realitzar diverses incursions al sud del seu imperi amb la finalitat de recobrar Cilícia del poder de Lleó I d'Armènia Menor i, en segon lloc, exigir els seus drets sobre Antioquia. Ramon es va veure obligat a retre homenatge a l'emperador i fins i tot a prometre-li que li lliuraria el principat a canvi d'un altre feu, feu que l'emperador Joan li lliuraria tan aviat com pogués conquistar-lo als musulmans als territoris situats a l'Est d'Antioquia. L'expedició per a dur a terme aquesta conquesta es va iniciar en 1138, Ramon es va unir a aquest atac que, òbviament, va resultar un fracàs; atès que Ramon no va posar el més mínim interès en l'èxit de l'operació, ja que la victòria suposava per la seva banda la pèrdua d'Antioquia. Joan II Comnè va tornar sense obtenir cap resultat a Constantinoble després d'exigir a Ramon que li lliurés la ciutadella d'Antioquia, exigència que no va trobar resposta per part de Ramon.
A aquesta expedició li va seguir una lluita entre Ramon i el Patriarca. Aquell estava molest perquè es va veure obligat a retre homenatge al Patriarca ortodox (grec) el 1135, i la manera irregular en què dit patriarca havia estat triat li va donar una excusa a Ramon per a oposar-se a ell. Inicialment Ramon va sortir victoriós d'aquesta lluita, ja que va aconseguir que el patriarca fos deposat en 1139. No obstant això, Joan II Comnè va tornar a l'atac el 1142 encara que aquesta vegada Ramon es va negar a renovar el seu acte de vassallatge, i encara que Joan II va assolar els voltants d'Antioquia no va poder fer res contra ell. Després de la mort de Joan II el 1143 Ramon va demanar al seu hereu Manuel I Comnè, la cessió de diverses ciutats de Cilícia, trobant d'aquesta forma l'emperador Manuel ocasió per a venjar-se. Manuel va obligar Ramon a una humiliant visita a Constantinoble, durant la qual va haver de renovar el seu jurament i retre-li homenatge novament així com reconèixer al patriarca grec.
Amb motiu de la Segona Croada el 1148, Lluís VII de França i la seva esposa Elionor d'Aquitània (neboda de Ramon) van visitar Antioquia. Ramon va intentar impedir que Lluís VII es dirigís a Jerusalem i el va induir a quedar-se a Antioquia amb la finalitat que l'ajudés a conquistar Alep i Cesarea. Existeixen molts rumors que Ramon va tenir una relació incestuosa amb la seva neboda Elionor. Segons Joan de Salisbury els recels de Lluís van començar en veure que Ramon prestava molta atenció a Elionor així com en observar les llargues converses entre els dos. Guillem de Tir diu que Ramon va seduir a Elionor com a venjança, ja que Lluís es va negar a ajudar-lo en la seva lluita contra els sarraïns, i que «al contrari del que era esperable de la seva dignitat real, Elionor va renegar dels seus vots matrimonials i va ser infidel al seu marit».
Fos com fos, Lluís va abandonar a correcuita Antioquia quedant Ramon sense suport en els seus plans. El 1149, durant una expedició contra Nur al-Din, va morir Ramon en la batalla d'Inab. El militar musulmà Shirkuh, oncle de Saladí, li va tallar el cap, que va ser introduïda en una caixa de plata i enviada al califa de Bagdad.

## Personalitat i família
Ramon, segons la descripció de Guillem de Tir (la màxima autoritat tractant-se d'ell) era «un senyor de gran noblesa, de figura alta i elegant, el príncep més maco sobre la terra, una persona amb una amabilitat i conversa encantadores, esplèndid i magnífic més enllà del convenient»; notable en l'ús de les armes i en la seva experiència militar, «litteratorum, licet ipse illiteratus esset, cultor» (encara que no versat en ciències, va fou un gran mecenes de la literatura) – va donar suport a la composició de la canço de gesta la Chanson des chétifs); un marit fidel d'una religiositat mitjana, fort de cor, irascible i irracional, amb una gran passió pel joc.
Amb la seva esposa Constança va tenir cinc fills: Bohemon III d'Antioquia († 1201) i dues filles Maria d'Antioquia (1145 † 1182) i Philippa o Felipa d'Antioquia (v. el 1148 - † 1178). Maria es va casar el 1161 amb l'emperador Manuel I Comnè († 1180) i Felipa es va casar amb Onfroy II de Toron († 1179). Els altres dos fills foren Balduí († 1176) mort a la batalla de Myriokephalon, i Ramon († abans de 1181).